# Пахар (Белебеївський район)
Па́хар (рос. Пахарь, башк. Пахарь) — присілок у складі Белебеївського району Башкортостану, Росія. Адміністративний центр Донської сільської ради.
Населення — 414 осіб (2010; 377 в 2002).
Національний склад:
- татари — 56 %
- росіяни — 29 %